# Açu
Açu är en kommun i Brasilien. Den ligger i delstaten Rio Grande do Norte, i den östra delen av landet, 1 700 km nordost om huvudstaden Brasília. Antalet invånare är 53 245.
Omgivningarna runt Açu är huvudsakligen savann. Runt Açu är det ganska glesbefolkat, med 34 invånare per kvadratkilometer.